# Közönséges rókakuzu

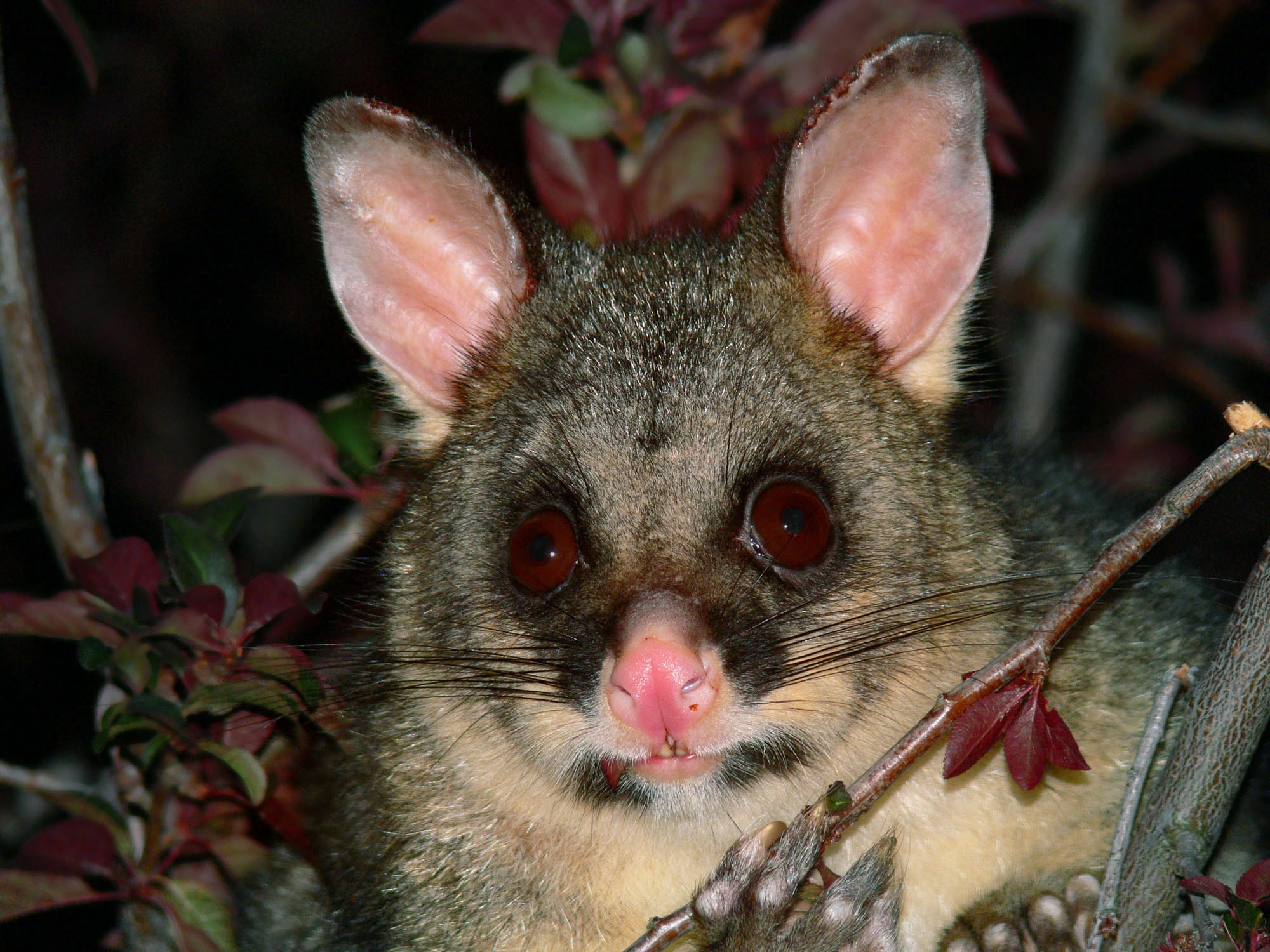
Portré

A közönséges rókakuzu (Trichosurus vulpecula) az emlősök (Mammalia) osztályának erszényesek (Marsupialia) alosztályágába, ezen belül a Diprotodontia rendjébe és a kuszkuszfélék (Phalangeridae) családjába tartozó faj.

## Előfordulása
A közönséges rókakuzu Ausztrália és Tasmania szinte összes erdős területén megtalálható. Elsősorban Kelet- és Közép-Ausztráliában elterjedt, északon más fajok visszaszorították. Lakott területen az épületekben talál menedéket.
Új-Zélandra betelepítették, ahol nagy mértékben elszaporodott és a fiatal fák megrágásával komoly károkat okoz. Emiatt a  szigetországban bármikor vadászható faj.

## Megjelenése
Az állat fej-törzs-hossza 35-55 centiméter, farokhossza 25-40 centiméter. A nőstény testtömege 1500-3500 gramm, a hím testtömege legfeljebb 4500 gramm. Bundája vastag és gyapjas, sokféle színű és árnyalatú lehet. A prémkereskedelem keresett árucikke. Kapaszkodásra is alkalmas hosszú, bozontos farka fáramászás közben az ötödik végtag szerepét tölti be. Farka vége csupasz, s ez tovább növeli fogásának biztonságát. Mancsának belső felülete állandóan nyirkos, ezért biztos a fogása. Karmokban végződő ujjaival meg tudja fogni a táplálékot. Hátsó lábának mancsai is hasonló felépítésűek. A közönséges rókakuzu táplálékkeresés közben mindenekelőtt szaglására és tapintására hagyatkozik, de a hallása is jó.

## Életmódja
Az állat éjjel aktív és magányos falakó. Tápláléka levelek, virágok, gyümölcsök, rovarok, tojások és fiókák.

## Szaporodása
A közönséges rókakuzu az ivarérettséget 2 éves korban éri el. A párzási időszak márciustól májusig tart, délen ennél korábban is lehet. A vemhesség 17-18 napig tart, ennek végén 1 utód jön a világra. Az utód 4-6 hónapig ül az erszényben.

## Rokon fajok
Az északi rókakuzu (Trichosurus amhemensis) és a hegyi rókakuzu (Trichosurus caninus) közeli rokonai a közönséges rókakuzunak.

## Képek

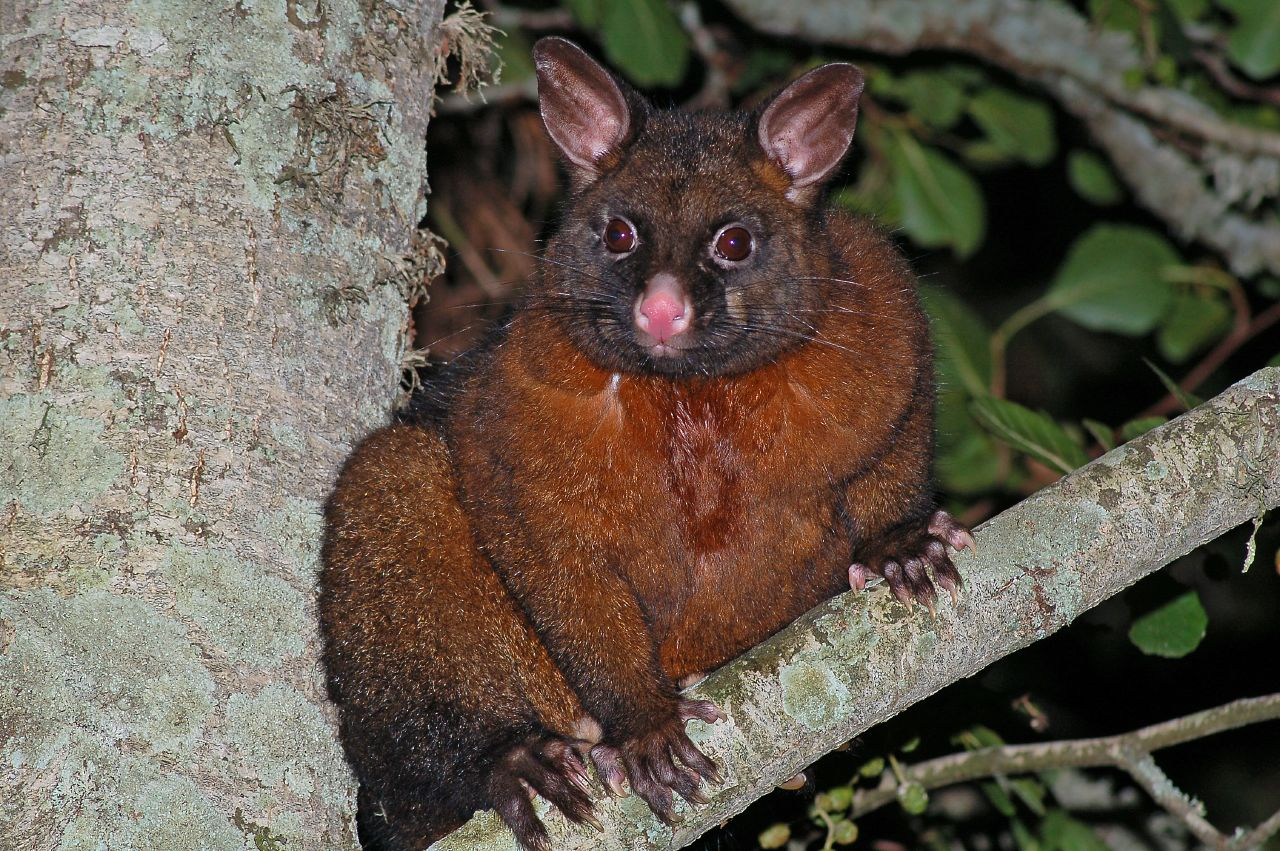
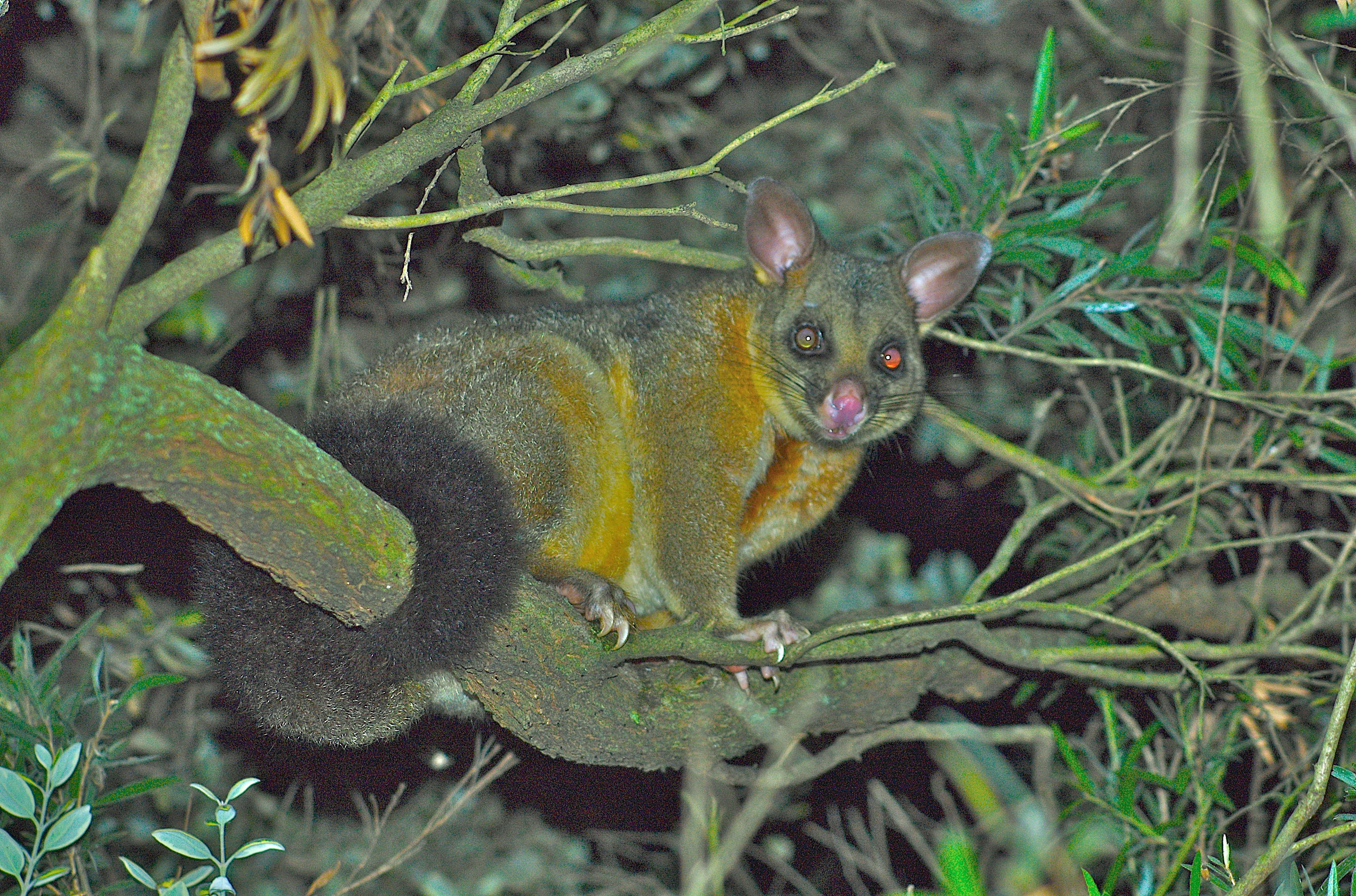
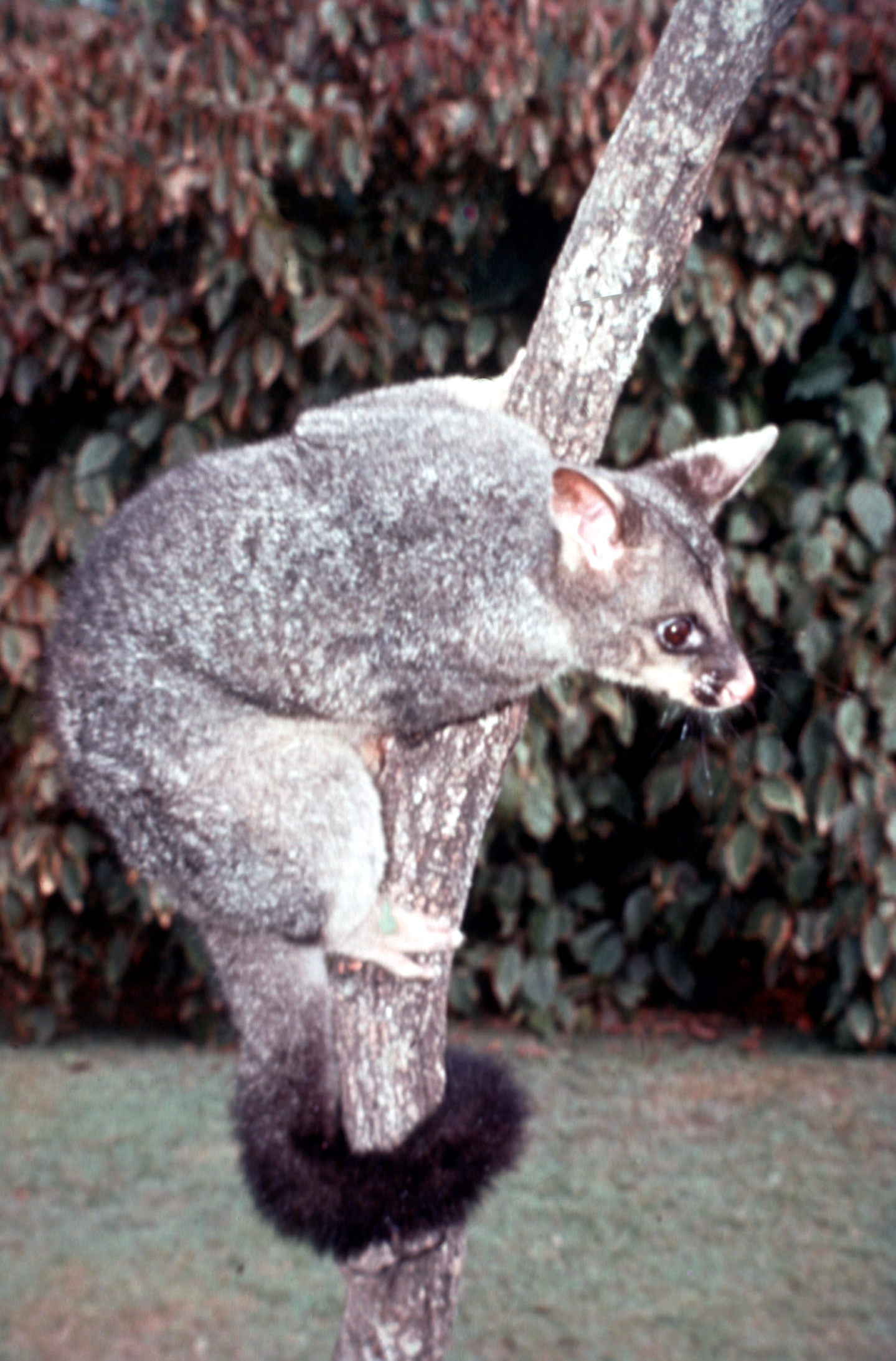
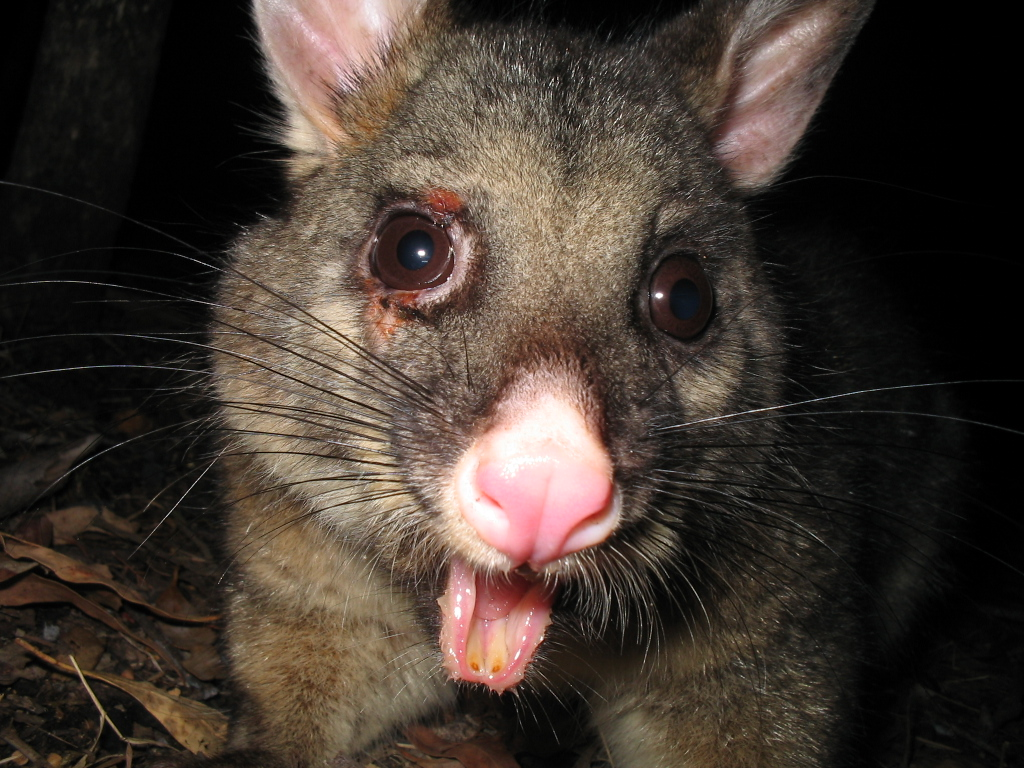
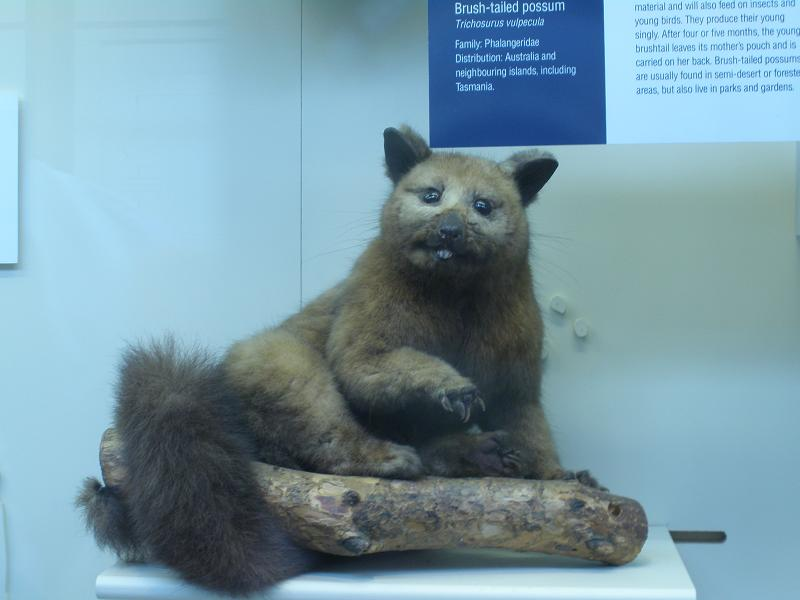
Kitömött közönséges rókakuzu a londoni Természettudományi Múzeumban
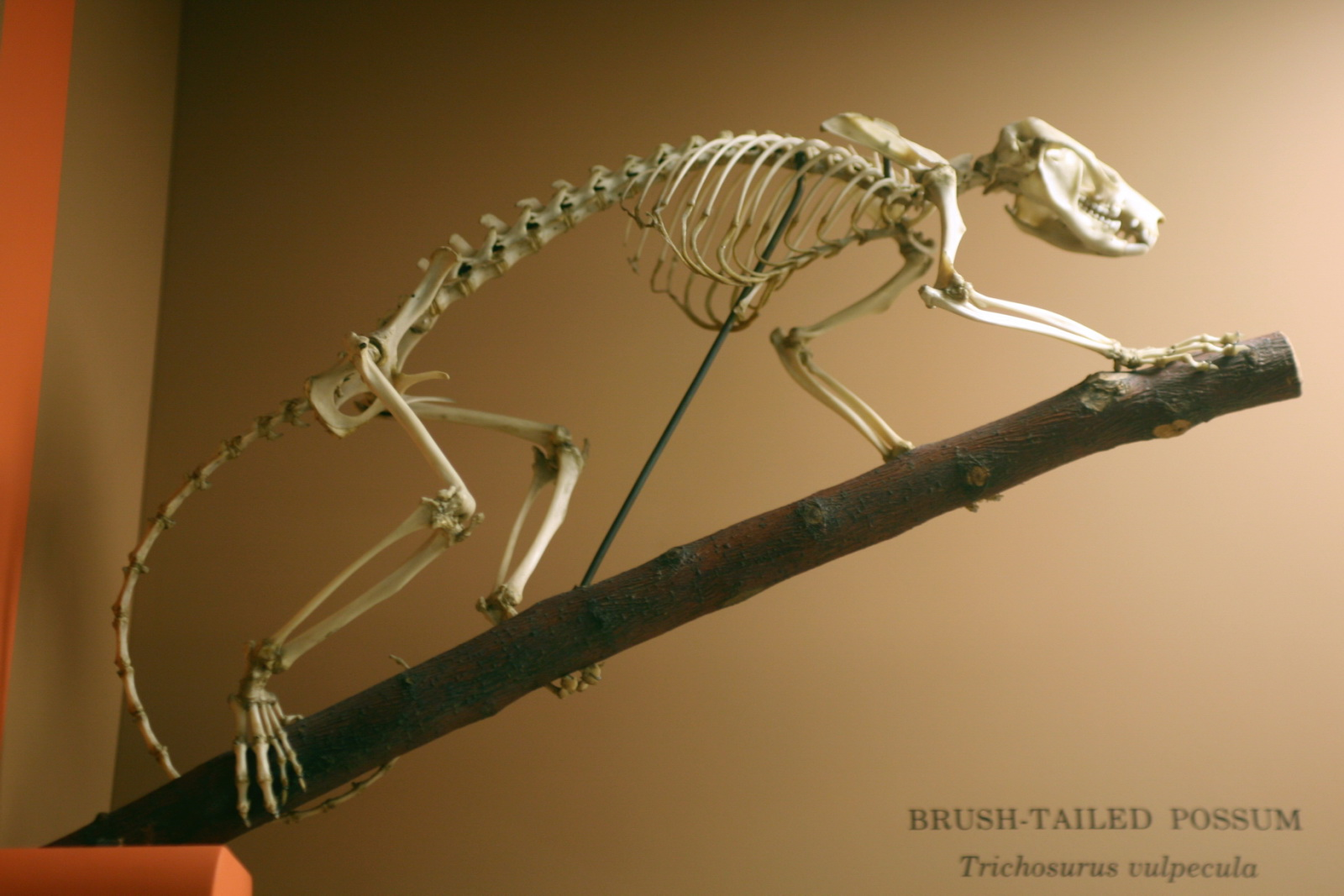
A közönséges rókakuzu csontváza